# Decò (gruppo musicale)
I Decò sono stati un duo synth pop italiano nato a Valdagno (Vicenza) nel 2004, composto dai fratelli gemelli Marco e Matteo Visonà.

## Storia del gruppo
(Decò, Verso un'altra direzione)
La passione per la musica di Marco e Matteo inizia in tenera età, trasmessa dalla famiglia. Affascinati da band come i Dire Straits (il primo disco che acquistano è proprio uno dei capolavori della band britannica, “Making Movies”), a undici anni entrambi cominciano a prendere lezioni di strumento: Marco si dedica alla batteria e al pianoforte, Matteo alla chitarra.
Durante l'adolescenza hanno l'occasione di suonare in numerose band e progetti locali, soprattutto in ambito studentesco.
Nel 1991 inizia l'attività di Marco e Matteo come duo live: i due fratelli si esibiscono nei locali notturni veneti con un repertorio pop rock di matrice anglosassone (Simple Minds, Duran Duran, U2). Il nome prescelto è inizialmente "Syden", successivamente "Binomio".
Parallelamente alle esibizioni dal vivo, Marco e Matteo iniziano a scrivere brani propri. Nel 1996 inizia un lungo periodo di collaborazione con il duo italiano di musica latino americana Los Locos, accompagnato in qualità di turnisti fino al 2002, sia nei live che nelle sessioni di studio (suonando batteria e chitarra nelle registrazioni degli album "El Tic Tic Tac" e "Fiesta"). Sempre con i Los Locos, i gemelli prendono parte a trasmissioni televisive nazionali quali Sanremo Estate, Festivalbar, Maurizio Costanzo Show, Domenica in.
Nel 2000 collaborano in studio con l'artista newyorkese August Darnell, leader del gruppo musicale statunitense Kid Creole & The Coconuts, alla composizione ed alle registrazioni di I love muchacha (She's hot), brano nato da un nuovo progetto musicale tra i Los Locos e Kid Creole. Il singolo viene presentato in prima serata su Rai 1 nel programma televisivo Miss Italia nel mondo, condotto da Carlo Conti, dove i fratelli affiancano questa nuova formazione (che interviene in qualità di ospite) come batterista e chitarrista.
Nel 2004 Marco e Matteo decidono di dar vita ad un nuovo progetto, questa volta fondato sulle proprie canzoni; scelgono il nome Decò (ispirato dal noto stile francese Art déco che all'inizio del '900 coinvolse numerosi ambiti artistici) ed entrano in studio per lavorare sul materiale inedito accumulato negli anni. Sotto la guida del produttore Stefano Florio, realizzano il loro primo album, “Il giardino del re”. Il disco viene pubblicato l'anno successivo e stampato in edizione limitata. Sempre nel 2005 i Decò fondano una propria società di edizioni musicali, la Emmevi Music Srl.
Nel 2006 l'attività di compositori prosegue quando il Gruppo Editoriale L'Espresso pubblica nel mese di luglio, in allegato alla rivista XL de la Repubblica, il cd musicale di Radio Deejay “Ciao Belli”. Per questa occasione i fratelli compongono 2 brani strumentali (sui 15 totali della tracklist) “No way” e “Getting Hot”, che vengono utilizzati come sottofondo musicale agli sketch comici di Nicola Savino e di Digei Angelo.
Tra il 2005 e il 2010 il duo si dedica soprattutto alla promozione della propria musica tramite numerosi concerti dal vivo. Nel contempo, i Decò continuano la composizione di nuovi brani, raccolti nel secondo album ufficiale: l'album, pubblicato nel marzo 2010, si intitola “La stanza dei colori” e vede la compartecipazione di Stefano Florio nel ruolo di produttore artistico. I singoli estratti, “Fantastica” e “Sospesi nel vento”, sono scritti in collaborazione con il cantautore Luca Bassanese.
Con “La stanza dei colori” il duo vede accrescere notevolmente i consensi di pubblico ed emittenti radiofoniche; nel maggio 2010 Marco e Matteo sono i protagonisti di uno showcase presentato da Francesco Facchinetti presso il Teatro Super di Valdagno, che registra il tutto esaurito. Il terzo singolo estratto dal secondo album, “C'è un tempo” , entra in pianta stabile nella rotazione di numerose radio nazionali, raggiungendo la Top 100 della classifica Music Control.
Nell'estate 2010 i Decò prendono parte a numerose tappe di Festivalshow, tra le più importanti manifestazioni musicali itineranti italiane. Nell'ottobre dello stesso anno esce il quarto singolo, “Il mondo da qui”, accompagnato da un videoclip ufficiale.
Con la pubblicazione di “Last true lovers” e “Wanna be your lady”, pezzi dance dei dj Alberto Castaman e Diego Broggio (quest'ultimo componente della formazione musicale house-pop italiana dei DB Boulevard) di cui i Decò sono coautori delle musiche, si chiude un anno particolarmente intenso.
Nel febbraio 2011 i Decò si esibiscono a Sanremo in Piazza Colombo, durante la settimana del 61º Festival della canzone italiana, in occasione dei Sanremo Music Awards.
Il 2012 si apre con la pubblicazione del brano Il Fiume, cover del cantautore milanese Garbo, grande esponente della new wave italiana. Il singolo viene realizzato con la produzione artistica di Roberto Vernetti ed è abbinato ad un videoclip che esce il 3 dicembre sfondando in tempi record il muro delle 500.000 visualizzazioni su YouTube. La scenografia dello stesso è stata realizzata dai tedeschi Gregor Wosik e Inge Wagner, tra i più importanti artisti mondiali specializzati nell'arte della pittura su pavimento in 3D, detta anche street painting.
Il 21 ottobre 2013 il duo pubblica un nuovo inedito dal titolo "4ever", che vede la produzione artistica di Matteo Franzan (quest'ultimo vincitore di un MTV Europe Music Award for Best Italian Act nel 2009 con i Lost).

## Formazione
- Marco Visonà – voce e tastiere. Vive a Valdagno.
- Matteo Visonà - chitarra. Vive a Valdagno.

## Discografia

### Album
- 2005 - Il giardino del re
- 2010 - La stanza dei colori

### Singoli
- 2009 - Fantastica
- 2009 - Sospesi nel vento
- 2010 - C'è un tempo
- 2010 - Il mondo da qui
- 2012 - Il fiume
- 2013 - 4ever

## Videografia
- 2009 - Fantastica
- 2009 - Sospesi nel vento
- 2010 - Il mondo da qui
- 2012 - Il Fiume
- 2013 - 4ever

## Artisti musicali correlati
- Los Locos